# サッカースイス代表
サッカースイス代表（サッカースイスだいひょう、仏:Équipe de Suisse de football, 独:Schweizer Fussballnationalmannschaft, 伊:Nazionale di calcio della Svizzera, ロマンシュ語:Squadra naziunala da ballape da la Svizra）は、スイスサッカー協会（ASF / SFV）によって構成される、スイスのサッカーのナショナルチームである。

## 概要
スイス代表のFIFAワールドカップにおける最高成績は1934年大会、1938年大会、1954年大会で記録したベスト8である。1954年大会のベスト8では、オーストリア代表と対戦し、7-5と壮絶な撃ち合いの末に敗退したが、合計12得点はワールドカップ史上最多得点試合として記録されている。また、2006  FIFAワールドカップでは、ベスト16でウクライナ代表に0-0で迎えたPK戦で敗れたが、出場した全4試合で無失点という記録を残した。
UEFA欧州選手権ではオーストリアとの共催でUEFA EURO 2008に大会ホスト枠として通算3度目の出場を果たしたが、グループステージで敗退した。しかし、UEFA EURO 2016はベスト16、UEFA EURO 2020においては史上初めてとなるベスト8に進出するなど、近年は成功を収めている。
公式記録上の国際大会での最高成績は、1924年パリオリンピックにおいて、決勝戦のウルグアイ代表に3-0で敗れて獲得した銀メダル（準優勝）となっている。

## 歴史

### 20世紀
FIFAワールドカップには1934年の第2回イタリア大会で本大会に初参加。1回戦でオランダに勝利しベスト8入りを果たす。1938年の第3回フランス大会では1回戦でドイツに引き分け再試合にもつれ込むが辛くも勝利して2大会連続でベスト8に進出した。3大会連続出場となった1950年のブラジル大会では開催国のブラジル、メキシコ、ユーゴスラビアと同じグループ1に入り、メキシコに勝ち、開催国のブラジルに引き分けるなど健闘したが、初戦のユーゴスラビア戦の敗戦が響き1勝1分1敗の3位でグループリーグ敗退となった。
1954年の地元開催で行われたスイス大会ではイタリア、イングランド、ベルギーと同じグループ4に入る。この大会のみグループリーグにシード制が導入され総当たりではなかったため、初戦のイタリアには勝利したが結果的にそのイタリアと1勝1敗で並びプレーオフが行われた。そのプレーオフに4-1と勝利し、結果的にイタリア相手に2勝してグループリーグ2位通過となり、3度目のベスト8入りを果たした。準々決勝ではオーストリア相手に打ち合いを演じるが5-7で敗戦した。
1962年のチリ大会では開催国のチリ、西ドイツ、イタリアと同じグループ2に入るが、全敗でグループリーグ敗退。1966年のイングランド大会では西ドイツ、アルゼンチン、スペインと同じグループ2に入るが2大会連続で全敗に終わり、グループリーグ敗退。その後は欧州予選で苦しめられ、1994年のアメリカ大会まで長く本大会出場から遠ざかった。
アメリカ大会の欧州予選では、同組となったイタリアを相手に1勝1分と勝ち越して7大会ぶりの予選突破となった。本大会では開催国のアメリカ、コロンビア、ルーマニアと同じグループAに入り、1勝1分1敗の2位でノックアウトステージに進出した。ラウンドオブ16ではスペインと対戦し0-3で敗戦した。
UEFA EUROにはUEFA EURO 1996で本大会初出場を果たす。グループリーグでは開催国のイングランド、オランダ、スコットランドと同じグループAに入り、開幕戦でイングランド相手に1-1と引き分けたが、その後2敗を喫し、初の本大会はグループリーグ最下位で敗退となった。
1998年のフランスW杯・ヨーロッパ予選では、プレーオフに進出できる2位のハンガリーに勝点2と僅かに及ばず、グループ4位で敗退となり2大会連続での出場は叶わなかった。

### 2000年代 - 2010年代
2000年のUEFA欧州選手権ベルギー・オランダ共催大会では予選でデンマークと勝点で並んだが、直接対決で1分1敗と負け越し、3位となり予選敗退となった。
2002年のW杯日韓共催大会では、予選で後に本大会出場となるロシア、スロベニアなどと同じグループに入ったが、フェロー諸島とルクセンブルクにしか勝利できず、結局予選4位となり2大会連続で予選敗退となった。
2004年のUEFA EURO 2004では予選で日韓W杯予選で敗れたロシアと再び同組となった。勝点1差でそのロシアを振り切り、首位で2大会ぶり2回目の本大会出場を決めた。本大会ではフランス、イングランド、クロアチアと強豪国ばかりのグループBに入り1分2敗で初の決勝トーナメント進出とはならなかった。
2006年のドイツW杯・ヨーロッパ予選ではプレーオフで前回大会3位のトルコをアウェーゴール差で破り3大会ぶりの本大会出場となった。本大会のグループリーグでは今大会限りで現役を引退するジネディーヌ・ジダン擁するフランス、前回大会4位の韓国、初出場のトーゴと同じグループGに入った。初戦のフランスには0-0と引き分けたものの、第2戦のトーゴ、最終戦の韓国にはともに無失点で勝利しグループステージを1位で通過した。ノックアウトステージではラウンドオブ16で初出場だったウクライナと対戦し、0-0でPK戦までもつれ込んだ結果、1失点も喫することなく敗退した。
オーストリアとの共同開催となったUEFA EURO 2008ではチェコ、ポルトガル、トルコと同じグループAに入ったが、開幕戦のチェコ、2戦目のトルコに連敗をし、最終戦を前にグループステージ敗退が決まった。
2010年の南アフリカW杯では予選でギリシャを勝点差1で振り切り、W杯2大会連続出場を決めた。本大会では後に大会初優勝となったスペイン、チリ、ホンジュラスと同じグループHに入った。初戦でスペインに1-0と勝利するも、続くチリには0-1と敗れた。最終戦のホンジュラスに勝てば決勝トーナメント進出の可能性があったが、0-0とスコアレスドローとなり3位でグループステージ敗退となった。なお、第2戦のチリ戦で後半30分にマルク・ゴンサレスにゴールを決められるまで559分というW杯連続無失点記録を樹立した。
3大会連続出場を狙った2012年のUEFA EURO 2012では予選でイングランドなどと同組になるが、プレーオフに出場できる2位のモンテネグロに勝点1差で僅かに及ばず3大会連続出場は叶わなかった。
2014年のブラジルW杯では予選でアイスランド、スロベニアなどと同組になるが、序盤から勝点を積み重ね、終わってみれば7勝3分の無敗で予選通過となった。本大会では組み合わせ抽選会が行われた当時のFIFAランキングで7位にランクインしたため、シード国が入るポット1国として抽選された。その結果、エクアドル、フランス、ホンジュラスと同じグループEに入った。初戦のエクアドルには1-1で迎えた後半アディショナルタイム3分にハリス・セフェロヴィッチのゴールで2-1と逆転勝利をした。続くフランスには終盤に2点を返すも2-5と大敗を喫した。最終戦の相手は前回大会同様ホンジュラスが相手となったが、ジェルダン・シャチリのハットトリックの活躍で3-0と勝利し、グループステージ2位で2大会ぶりのノックアウトステージ進出となった。ラウンドオブ16ではアルゼンチンと対戦し、延長戦までもつれ込む接戦となったが、延長後半13分にディ・マリアにゴールを奪われ、0-1と敗れた。
2016年のUEFA EURO 2016では予選を2位で突破し、2大会ぶりの本大会出場を決めた。本大会では開催国のフランス、ルーマニア、アルバニアと同じグループAに入り、1勝2分で2位となり、初のノックアウトステージ進出を決めた。ラウンドオブ16でポーランドと対戦し、前半39分にポーランドのヤクブ・ブワシュチコフスキに先制点を奪われるが、後半37分にジェルダン・シャチリのゴールで同点に追いつくことに成功した。試合はこのままPK戦までもつれ込んだが、スイスの2人目であるグラニト・ジャカが失敗した一方、ポーランドは全員成功させ、敗戦となった。
2018 FIFAワールドカップには4大会連続で出場を決めた。同大会ではブラジル、コスタリカ、セルビアと同じグループEに入り、ブラジルに次ぐ2位通過で2大会連続のノックアウトステージ進出を決めたが、ラウンドオブ16ではスウェーデンに敗れた。

### 2020年代
1年延期されたUEFA EURO 2020ではグループステージを2位で通過、ラウンドオブ16でフランスにPK戦で勝利し、UEFA EUROでは初の準々決勝進出もスペインにPK戦で敗れた。
2022 FIFAワールドカップには5大会連続で出場を決めた。同大会ではブラジル、カメルーン、セルビアと同じグループGに入り、ブラジルに次ぐ2位通過で3大会連続のノックアウトステージ進出を決めたが、ラウンドオブ16ではポルトガルと対戦して敗れた。

## 成績

### FIFAワールドカップ
| 開催年 | 結果               | 試合     | 勝利     | 引分     | 敗戦     | 得点     | 失点     |
| ------ | ------------------ | -------- | -------- | -------- | -------- | -------- | -------- |
| 1930   | 不参加             | 不参加   | 不参加   | 不参加   | 不参加   | 不参加   | 不参加   |
| 1934   | ベスト8            | 2        | 1        | 0        | 1        | 5        | 5        |
| 1938   | ベスト8            | 3        | 1        | 1        | 1        | 5        | 5        |
| 1950   | グループリーグ敗退 | 3        | 1        | 1        | 1        | 4        | 6        |
| 1954   | ベスト8            | 4        | 2        | 0        | 2        | 11       | 11       |
| 1958   | 予選敗退           | 予選敗退 | 予選敗退 | 予選敗退 | 予選敗退 | 予選敗退 | 予選敗退 |
| 1962   | グループリーグ敗退 | 3        | 0        | 0        | 3        | 2        | 8        |
| 1966   | グループリーグ敗退 | 3        | 0        | 0        | 3        | 1        | 9        |
| 1970   | 予選敗退           | 予選敗退 | 予選敗退 | 予選敗退 | 予選敗退 | 予選敗退 | 予選敗退 |
| 1974   | 予選敗退           | 予選敗退 | 予選敗退 | 予選敗退 | 予選敗退 | 予選敗退 | 予選敗退 |
| 1978   | 予選敗退           | 予選敗退 | 予選敗退 | 予選敗退 | 予選敗退 | 予選敗退 | 予選敗退 |
| 1982   | 予選敗退           | 予選敗退 | 予選敗退 | 予選敗退 | 予選敗退 | 予選敗退 | 予選敗退 |
| 1986   | 予選敗退           | 予選敗退 | 予選敗退 | 予選敗退 | 予選敗退 | 予選敗退 | 予選敗退 |
| 1990   | 予選敗退           | 予選敗退 | 予選敗退 | 予選敗退 | 予選敗退 | 予選敗退 | 予選敗退 |
| 1994   | ベスト16           | 4        | 1        | 1        | 2        | 5        | 7        |
| 1998   | 予選敗退           | 予選敗退 | 予選敗退 | 予選敗退 | 予選敗退 | 予選敗退 | 予選敗退 |
| 2002   | 予選敗退           | 予選敗退 | 予選敗退 | 予選敗退 | 予選敗退 | 予選敗退 | 予選敗退 |
| 2006   | ベスト16           | 4        | 2        | 2        | 0        | 4        | 0        |
| 2010   | グループリーグ敗退 | 3        | 1        | 1        | 1        | 1        | 1        |
| 2014   | ベスト16           | 4        | 2        | 0        | 2        | 7        | 7        |
| 2018   | ベスト16           | 4        | 1        | 2        | 1        | 5        | 5        |
| 2022   | ベスト16           | 4        | 2        | 0        | 2        | 5        | 9        |
| 合計   | 12/22              | 41       | 14       | 8        | 19       | 55       | 73       |

備考
スイスは、初出場の1934年大会初戦から1994年大会のラウンド16まで出場22試合連続で失点を喫しており、これはワールドカップにおける連続試合失点の記録である。その一方で、2006年大会ではグループリーグ3試合を無失点（この大会初戦で連続試合失点を止めた）、決勝トーナメント一回戦でウクライナに0-0からのPK戦で敗れ、ワールドカップ史上初の無失点での大会敗退という珍記録を残した。
さらに、2010年大会のグループリーグ第1戦のスペイン戦も無失点で、イタリアと並ぶ5試合連続無失点のワールドカップタイ記録を樹立し連続試合失点と連続試合無失点、両方のレコードホルダーになった。続くチリ戦では後半30分に失点するが、この時点までの大会通算連続無失点時間は86・90年大会のイタリア（550分）をも上回る559分となり、わずかながら記録を更新した。

### UEFA欧州選手権
| 開催年 | 結果               | 試合     | 勝利     | 引分     | 敗戦     | 得点     | 失点     |
| ------ | ------------------ | -------- | -------- | -------- | -------- | -------- | -------- |
| 1960   | 不参加             | 不参加   | 不参加   | 不参加   | 不参加   | 不参加   | 不参加   |
| 1964   | 予選敗退           | 予選敗退 | 予選敗退 | 予選敗退 | 予選敗退 | 予選敗退 | 予選敗退 |
| 1968   | 予選敗退           | 予選敗退 | 予選敗退 | 予選敗退 | 予選敗退 | 予選敗退 | 予選敗退 |
| 1972   | 予選敗退           | 予選敗退 | 予選敗退 | 予選敗退 | 予選敗退 | 予選敗退 | 予選敗退 |
| 1976   | 予選敗退           | 予選敗退 | 予選敗退 | 予選敗退 | 予選敗退 | 予選敗退 | 予選敗退 |
| 1980   | 予選敗退           | 予選敗退 | 予選敗退 | 予選敗退 | 予選敗退 | 予選敗退 | 予選敗退 |
| 1984   | 予選敗退           | 予選敗退 | 予選敗退 | 予選敗退 | 予選敗退 | 予選敗退 | 予選敗退 |
| 1988   | 予選敗退           | 予選敗退 | 予選敗退 | 予選敗退 | 予選敗退 | 予選敗退 | 予選敗退 |
| 1992   | 予選敗退           | 予選敗退 | 予選敗退 | 予選敗退 | 予選敗退 | 予選敗退 | 予選敗退 |
| 1996   | グループリーグ敗退 | 3        | 0        | 1        | 2        | 1        | 4        |
| 2000   | 予選敗退           | 予選敗退 | 予選敗退 | 予選敗退 | 予選敗退 | 予選敗退 | 予選敗退 |
| 2004   | グループリーグ敗退 | 3        | 0        | 1        | 2        | 1        | 6        |
| 2008   | グループリーグ敗退 | 3        | 1        | 0        | 2        | 3        | 3        |
| 2012   | 予選敗退           | 予選敗退 | 予選敗退 | 予選敗退 | 予選敗退 | 予選敗退 | 予選敗退 |
| 2016   | ベスト16           | 4        | 1        | 3        | 0        | 3        | 2        |
| 2021   | ベスト8            | 5        | 1        | 3        | 1        | 8        | 9        |
| 2024   | ベスト8            | 5        | 2        | 3        | 0        | 8        | 4        |
| 合計   | 6/17               | 23       | 5        | 11       | 7        | 24       | 28       |

### オリンピック
| 開催年 | 結果                               | 試       | 勝       | 分       | 負       | 得       | 失       |
| ------ | ---------------------------------- | -------- | -------- | -------- | -------- | -------- | -------- |
| 1900   | 不参加                             | 不参加   | 不参加   | 不参加   | 不参加   | 不参加   | 不参加   |
| 1904   | 不参加                             | 不参加   | 不参加   | 不参加   | 不参加   | 不参加   | 不参加   |
| 1908   | 不参加                             | 不参加   | 不参加   | 不参加   | 不参加   | 不参加   | 不参加   |
| 1912   | 不参加                             | 不参加   | 不参加   | 不参加   | 不参加   | 不参加   | 不参加   |
| 1920   | 不参加                             | 不参加   | 不参加   | 不参加   | 不参加   | 不参加   | 不参加   |
| 1924   | 準優勝                             | 6        | 4        | 1        | 1        | 15       | 6        |
| 1928   | ベスト16                           | 1        | 0        | 0        | 1        | 0        | 4        |
| 1936   | 不参加                             | 不参加   | 不参加   | 不参加   | 不参加   | 不参加   | 不参加   |
| 1948   | 不参加                             | 不参加   | 不参加   | 不参加   | 不参加   | 不参加   | 不参加   |
| 1952   | 不参加                             | 不参加   | 不参加   | 不参加   | 不参加   | 不参加   | 不参加   |
| 1956   | 不参加                             | 不参加   | 不参加   | 不参加   | 不参加   | 不参加   | 不参加   |
| 1960   | 予選敗退                           | 予選敗退 | 予選敗退 | 予選敗退 | 予選敗退 | 予選敗退 | 予選敗退 |
| 1964   | 予選敗退                           | 予選敗退 | 予選敗退 | 予選敗退 | 予選敗退 | 予選敗退 | 予選敗退 |
| 1968   | 予選敗退                           | 予選敗退 | 予選敗退 | 予選敗退 | 予選敗退 | 予選敗退 | 予選敗退 |
| 1972   | 予選敗退                           | 予選敗退 | 予選敗退 | 予選敗退 | 予選敗退 | 予選敗退 | 予選敗退 |
| 1976   | 不参加                             | 不参加   | 不参加   | 不参加   | 不参加   | 不参加   | 不参加   |
| 1980   | 不参加                             | 不参加   | 不参加   | 不参加   | 不参加   | 不参加   | 不参加   |
| 1984   | 不参加                             | 不参加   | 不参加   | 不参加   | 不参加   | 不参加   | 不参加   |
| 1988   | 予選敗退                           | 予選敗退 | 予選敗退 | 予選敗退 | 予選敗退 | 予選敗退 | 予選敗退 |
| 通算   | 最高成績 : 準優勝 19大会中/2回出場 | 7        | 4        | 1        | 2        | 15       | 10       |

## 歴代監督
- ハンス＝ペーター・ザウググ（英語版） 2000
- エンソ・トロセーロ 2000-2001
- ヤコブ・クーン 2001-2008
- オットマー・ヒッツフェルト 2008-2014
- ヴラディミル・ペトコヴィッチ 2014-2021
- ムラト・ヤキン 2021-

## 現招集メンバー
2021年5月30日に発表されたUEFA EURO 2020の最終登録メンバー。
| No. | Pos. | 選手名                       | 生年月日（年齢）       | 出場数 | ゴール | 在籍クラブ                         |
| --- | ---- | ---------------------------- | ---------------------- | ------ | ------ | ---------------------------------- |
|     | GK   | ヤン・ゾマー                 | 1988年12月17日（32歳） | 61     | 0      | ボルシア・メンヒェングラートバッハ |
|     | GK   | イボン・ムボゴ               | 1994年6月6日（27歳）   | 3      | 0      | PSVアイントホーフェン              |
|     | GK   | ヨナス・オムリン             | 1994年1月10日（27歳）  | 2      | 0      | モンペリエ                         |
|     | DF   | リカルド・ロドリゲス         | 1992年8月25日（28歳）  | 80     | 9      | トリノ                             |
|     | DF   | ファビアン・シェア           | 1991年9月20日（29歳）  | 59     | 8      | ニューカッスル・ユナイテッド       |
|     | DF   | マヌエル・アカンジ           | 1995年7月19日（25歳）  | 29     | 0      | ボルシア・ドルトムント             |
|     | DF   | ニコ・エルヴェディ           | 1996年9月30日（24歳）  | 26     | 1      | ボルシア・メンヒェングラートバッハ |
|     | DF   | シルヴァン・ヴィドマー       | 1993年3月5日（28歳）   | 16     | 1      | バーゼル                           |
|     | DF   | ロリス・ベニート             | 1992年1月7日（29歳）   | 12     | 1      | ボルドー                           |
|     | DF   | ケヴィン・ムバブ             | 1995年4月19日（26歳）  | 11     | 0      | ヴォルフスブルク                   |
|     | DF   | エライ・ツェメルト           | 1998年2月4日（23歳）   | 5      | 0      | バーゼル                           |
|     | DF   | ベチル・オメラギッチ         | 2002年1月20日（19歳）  | 3      | 0      | チューリッヒ                       |
|     | DF   | ジョルダン・ロトンバ         | 1998年9月29日（22歳）  | 1      | 0      | ニース                             |
|     | MF   | グラニト・ジャカ             | 1992年9月27日（28歳）  | 93     | 12     | アーセナル                         |
|     | MF   | ジェルダン・シャチリ         | 1991年10月10日（29歳） | 90     | 23     | リヴァプール                       |
|     | MF   | シュテフェン・ツバー         | 1991年8月7日（29歳）   | 36     | 8      | アイントラハト・フランクフルト     |
|     | MF   | デニス・ザカリア             | 1996年11月20日（24歳） | 32     | 3      | ボルシア・メンヒェングラートバッハ |
|     | MF   | レモ・フロイラー             | 1992年4月15日（29歳）  | 28     | 3      | アタランタ                         |
|     | MF   | エジミウソン・フェルナンデス | 1996年4月15日（25歳）  | 21     | 1      | マインツ05                         |
|     | MF   | ジブリル・ソウ               | 1997年2月26日（24歳）  | 15     | 0      | アイントラハト・フランクフルト     |
|     | FW   | ハリス・セフェロヴィッチ     | 1992年2月22日（29歳）  | 74     | 21     | ベンフィカ                         |
|     | FW   | アドミル・メーメディ         | 1991年3月16日（30歳）  | 73     | 10     | VfLヴォルフスブルク                |
|     | FW   | ブレール・エンボロ           | 1997年2月14日（24歳）  | 43     | 5      | ボルシア・メンヒェングラートバッハ |
|     | FW   | マリオ・ガヴラノヴィッチ     | 1989年11月24日（31歳） | 29     | 11     | ディナモ・ザグレブ                 |
|     | FW   | ルベン・バルガス             | 1998年8月5日（22歳）   | 11     | 2      | アウクスブルク                     |
|     | FW   | クリスティアン・ファスナハト | 1993年11月11日（27歳） | 7      | 1      | ヤング・ボーイズ                   |

## 歴代選手
| - ディエゴ・ベナリオ - パスカル・ツベルビューラー - エルディン・ヤクポヴィッチ - ヤン・ゾマー - ロマン・ビュルキ - ジョニー・レオーニ | - ラモン・ヴェガ - ヨハン・ジュルー - リュドヴィク・マニャン - フィリップ・センデロス - ステファン・リヒトシュタイナー - シュテファン・グリヒティング - クリストフ・スパイヒャー - パトリック・ミュラー - フィリップ・デゲン - スティーヴ・フォン・ベルゲン - レト・ツィークラー - リカルド・ロドリゲス | - アラン・ズッター - チリアコ・スフォルツァ - ベンヤミン・フッケル - リカルド・カバニャス - ギョクハン・インレル - ハカン・ヤキン - ダニエル・ギガクス - ジェルソン・フェルナンデス - ヴァロン・ベーラミ - トランクイロ・バルネッタ - ヨハン・フォンランテン - ブレリム・ジェマイリ - ジェルダン・シャチリ - グラニト・ジャカ | - ステファヌ・シャピュイサ - アドリアン・クヌップ - エレン・デルディヨク - ハリス・セフェロヴィッチ - アドミル・メーメディ - ヨジップ・ドルミッチ - マリオ・ガヴラノヴィッチ - ブレール・エンボロ |

## 歴代記録

### 出場数ランキング
2023年9月13日時点
| 順位 | 名前                           | 出場 | 期間      |
| ---- | ------------------------------ | ---- | --------- |
| 1    | ハインツ・ハーマン             | 118  | 1979-1991 |
| 2    | グラニト・ジャカ               | 117  | 2011-     |
| 3    | ジェルダン・シャチリ           | 116  | 2010-     |
| 4    | アラン・ガイガー               | 112  | 1980-1996 |
| 5    | リカルド・ロドリゲス           | 110  | 2011-     |
| 6    | ステファン・リヒトシュタイナー | 108  | 2006-2019 |
| 7    | ステファヌ・シャピュイサ       | 103  | 1989-2004 |
| 8    | ヨハン・フォーゲル             | 94   | 1995-2007 |
| 9    | ハリス・セフェロヴィッチ       | 93   | 2013-     |
| 10   | ギョクハン・インレル           | 89   | 2006-2015 |

### 得点数ランキング
2023年10月18日時点
| 順位 | 名前                     | 得点 | 出場 | 期間      |
| ---- | ------------------------ | ---- | ---- | --------- |
| 1    | アレクサンダー・フライ   | 42   | 84   | 2001-2011 |
| 2    | クビライ・トゥルキルマズ | 34   | 64   | 1988-2001 |
| 2    | マックス・アベグレン     | 34   | 68   | 1922-1937 |
| 4    | ジェルダン・シャチリ     | 29   | 117  | 2010-     |
| 4    | アンドレ・アベグレン     | 29   | 52   | 1927-1943 |
| 6    | ジャック・ファトン       | 28   | 53   | 1946-1955 |
| 7    | アドリアン・クヌップ     | 26   | 49   | 1989–1996 |
| 8    | ハリス・セフェロヴィッチ | 25   | 93   | 2013-     |
| 9    | ヨセフ・フギ             | 22   | 34   | 1951–1961 |
| 9    | シャルル・アンテネン     | 22   | 56   | 1948–1962 |